# هيلموت كريبز
هيلموت كريبز (بالألمانية: Helmut Krebs)‏ هو مغني ومغني أوبرا ألماني، ولد في 8 أكتوبر 1913 في دورتموند في ألمانيا، وتوفي في 30 أغسطس 2007 في برلين في ألمانيا.